# Критский карликовый бегемот
Критский карликовый бегемот (Hippopotamus creutzburgi) — вымерший вид рода бегемотов, обитавший на Крите в плейстоцене. Бегемоты колонизировали Крит, вероятно, в среднем плейстоцене.
Были идентифицированы 2 подвида:
- Hippopotamus creutzburgi creutzburgi
- Hippopotamus creutzburgi parvus

Кости критского карликового бегемота были обнаружены Доротеей Бейт в 1920 году в восточной части Крита.
Критский карликовый бегемот, вероятно, произошёл от европейского бегемота в результате островной карликовости.
Другой похожий вид, кипрский карликовый бегемот (Hippopotamus minor), обитал на Кипре до голоцена. Он был меньше, чем оба подвида критского карликового бегемота.